# RSK MiG-LMFS
Die RSK MiG-LMFS (russisch РСК МиГ-ЛМФС, Ljogki Mnogofunkzionalny Frontowoi Samoljot, deutsch „Leichtes Mehrzweck-Frontflugzeug“) war ein sich in der Entwicklungsphase befindliches Kampfflugzeugprojekt, welches lose auf der MiG 1.44 basierte. Nach dem Scheitern des „Projekt R-33“ war die MiG-LMFS der zweite umfangreichere Versuch von Mikojan-Gurewitsch (inzwischen RSK MiG), ein einstrahliges Nachfolgemuster der weitverbreiteten Muster MiG-21 und MiG-23 zu entwickeln.

## Entwicklung
Nach dem Scheitern der MiG 1.44 suchte RSK MiG Wege, die gesammelten technologischen Erfahrungen anderweitig zu nutzen. Da die russischen Luftstreitkräfte für das PAK-FA-Programm den Konkurrenten Suchoi ausgewählt hatten, aus welchem der Luftüberlegenheitsjäger Suchoi Su-57 entwickelt wurde, entschied man sich für den Entwurf eines leichten Mehrzweckkampfflugzeugs. Die MiG-LMFS, die auch die Bezeichnung „Projekt 1.27“ trägt, ist im weitesten Sinne eine einstrahlige Variante der MiG 1.44. So sollte erneut das Saturn/Ljulka AL-41F-Mantelstromtriebwerk verbaut werden und der Entwurf beinhaltete anfänglich erneut Canards und schwanzlose Deltatragflächen. Über die Avionik sind keine Informationen bekannt. Da Mikojan-Gurewitsch zu jener Zeit mit der Skat-Drohne Erfahrungen im Bereich der Tarnkappentechnik sammeln wollte, an deren Fehlen die MiG 1.44 u. a. scheiterte, wäre es möglich gewesen, dass die MiG-LMFS Tarnkappeneigenschaften aufgewiesen hätte.
Anfang 2011 veröffentlichte RSK MiG Konzeptgrafiken der MiG-LMFS. Diese weisen recht hohe Abweichungen zu den ersten Entwürfen auf. Statt Canards werden nun wieder Höhen- und abgewinkelte Seitenleitwerke verwendet. Die Lufteinlässe liegen am Bug an und sind, wie bei der amerikanischen F-35 oder der chinesischen J-20 als Diverterless Supersonic Inlet (DSI) ausgelegt. RSK MiG plant die Verwendung des Triebwerks Klimow RD-33 der MiG-29.
Es ist davon auszugehen, dass RSK MiG mit der MiG-LMFS versuchte, eine kostengünstige Alternative zu den schweren und teuren Flugzeugtypen des Konkurrenten Suchoi anzubieten. In Hinblick auf die älteren Typen MiG-21, MiG-23 und MiG-27, die noch weltweit im Dienst sind und ersetzt werden müssen, hätte die MiG-LMFS auf dem Weltmarkt kommerziell erfolgreich sein können. Genau diese Lücke sollte stattdessen ab 2021 die nunmehr angebotene „kleine“ Suchoi Su-75 füllen.